# Кетфељ
Кетфељ (рум. Gelu) је насељено место у општини Варјаш, која припада округу Тимиш у Румунији. Нови званични назив "Ђелу" место добија 1926. године, по налогу власти, а у спомен војводе из земље Кришева, личности која је међу првима основала срдњевековну румунску државну формацију. Насеље је значајно по присутној српској националној мањини у Румунији.

## Положај насеља
Село Кетфељ се налази у источном, румунском Банату, између Темишвара и Арада. То је густо насељено подручје, од давнина. Село је удаљено око 30 м од Темишвара на север, и повезано је са њим асфалтним путем. Сеоски атар је у равничарском делу Баната. Кроз средиште насеља пролази речица Сиксов (коју становници зову Бегеј), и дели га на два дела. Поред Кетфеља пролази жељезничка пруга, која повезује Темишвар са Великим Семиклушем и Перјамошом.

## Историја
Кетфељ је старо банатско место, са богатим археолошким подацима из ранијих епоха. Први најстарији писани помен места је из 1435. године, где се у једној повељи помиње арадски каноник Димитрије Кетфељски. Следећи помен је из 1449. године: насеље Kethfylew мађарски краљ поклања властелинској породици Тари. По "Румунској енциклопедији" село се први помиње 1454. године. Место је било краљевски посед, и кроз историју је мењало много господара. Аустријски царски ревизор Ерлер је 1774. године констатовао да место припада Сентандрашком округу, Темишварског дистрикта. Становништво је било српско.
По "Румунској енциклопедији", место су основали избегли Срби са Балкана. Некад су га чинила два блиско положена села која су се касније спојила. Румунизација села кренула је тек након Другог светског рата, чиме је промењен вишековни карактер села.
Као насеље са српском варијантом као "Кетви", среће се у Крушевском поменику са почетка 17. века. Оно је српско насеље и 1666. види се из Пећког катастига са приложницима. Пећки монаси за записали приложнике у месту "Кетвил"-у: домаћини Вук и Сава, поп Која, Груја Шкрплић, Елисавета монахиња и други. Насеље Кетфељ у тој форми први пут је записано у Попису парохија темишварске епархије 1758. године. У ово место 1849. године се насељавају Словаци из јужне Словачке, који су страдали од суше. Румуна је увек мало било, у већински српском селу, које је имало своју цркву и школу. Између два пописа 1847. и 1867. године, број православних становника опада: са 1.829 спао је на 1.776 душа.
Године 1905. Кетфељ је мала општина у Винганском политичком срезу. У њему живи 1.850 становника у 384 дома. Срби су у огромној већини; има их 1.363 православне душе (или 73%) у 300 кућа. Од српских јавних здања ту су православна црква и две народне школе. Од комуникација само су пошта и телефон у месту, припадајући брзојав је био у Моноштору.
Пред Други светски рат у Кетфељу је било 18 становника Румуна. Након рата 1945—1946. године досељавају се Румуни у већем броју и то они из Молдавије, а групишу се у тзв. Нови сокак, наспрам српског гробља. Данас Срби староседеоци чине једну петину становништва, а број им стално опада.

## Становништво
По последњем попису из 2002. године село Кетфељ имало је 1.529 становника. Последњих деценија број становништва стагнира.
Село је некада било претежно насељено Србима, али су после више колонизација румунског становништва они данас постали мањина. Национални састав на појединим пописима био је следећи:
| Година пописа | 1910. год.    | 1992. год.  | 2002. год.  |
| Укупно ст.    | 1.671         | 1.483       | 1.529       |
| Срби          | 1.189 (71,2%) | 393 (26,5%) | 287 (18,8%) |
| Румуни        | 85 (0,2%)     | 819 (55,3%) | 985 (64,4%) |
| Немци         | 311 (18,6%)   | 47 (3,2%)   | 18 (1,2%)   |
| остали        | 86 (5,1%)     | 224 (15,1%) | 239 (15,6%) |

## Религија
Први познати православни свештеник је убележен као поп Која 1666. године. Православно парохијско звање је основано 1779. године, од када се воде и црквене матрикуле. Када је 1797. године пописан православни клир ту су била два свештеника. Пароси, поп Георгије Јованов (рукоп. 1784) и поп Јован Креников (1786) знали су српски и румунски језик. Црква од чврстог материјала која и данас постоји саграђена је 1746. године, посвећена празнику Рођење Св. Јована Претече или Ивандану. Украшавање цркве и иконостаса је дуго трајало, а изгледа да је 1817. године страдао црквени торањ од ватре. Године 1817. радиле су се оправке споља и унутра, намештао кров и дотеривао торањ. Радове су извели Павле Шлаух маор и Јован Тушкалич цимерман за 2900 ф. Темпло су осликали темишварски иконописци Сава Петровић и Емануил Антоновић између 1812—1821. године.
Почетком 20. века у месту је српска православна црквена општина, скупштина је родовна, под председништвом Паје Петровог. Црква је тада у добом стању, постоји српско православно гробље у којем је најстарији споменик из 1779. године. Парохија је четврте платежне класе, има парохијски дом, а парохијска сесија износи 30 кј. Парох кетфељски 1905. године је поп Светолик Јовановић родом из Дињаша, који пет година служи у месту. Црквено-општински посед је велик, износи 66 кј.

## Образовање
Прва школа у селу Кетфељу званично је записана 1766. године. Први њен познати учитељ је био 1774. године Ђорђе Алексић. Била је то народна вероисповедна школа на српском језику. А године 1778. са 45 ученика ради учитељ Јован Хочић. Школско здање је грађено 1800. године. Школска зграда је подигнута 1842. године, док је друга још пространија отворена 1912. године. По расписаном стечају за упражњено место српског народног учитеља у Кетфељу, виде се учитељска примања: основна годишња плата 156 ф. 32 новчића, 72 кг жита, 6 хв дрва, 4 хв сламе, од погреба 1 ф. и слободан стан. Од 1884. године кетфељска школа је троразредна, а 1. септембра 1900. године школа се поделила на мушку и женску, смештене у одвојеним зградама. Највише ученика српску школу је похађало 1900. године - 165 деце. Плата учитеља који је тражен 1902. године износила је у новцу 600 к плус 30 к за "перовођство". Дечје забавиште је отворено 1903. године, а децу је чувала забавиља Ана Нанка. Године 1905. у Кетфељу је школа српска вероисповедна, са два школска здања. учитељско тело су чинили: учитељ Коста Мијатов родом из Српског Великог Сентмиклоша, који је четири године у месту, и учитељица Јелисавета Стојановић родом из Сомбора, која две године ту служи. Полазило је на редовну наставу тада 142 ђака, а у пофторну школу 40 ученика старијег узраста.
У селу је од 1880. године постојала и немачка комунална школа у закупљеној сали једног бирта. За румунску децу је 1927. године отворена школа са румунским наставним језиком.
Млади свештеник Милан Николић (1888—1969) родом из суседног места Кнез, 1921. године је отворио "Четвороразредну српску нижу приватну гимназију у Кетфељу". Та школа која је у међуратном периоду опстајала захваљујући ентузијазму и пожртвовања Николићевом, служила је као припрема ученика за даље школовање. Николић је објавио поред бројних публицистичких написа, и први до тада "Српско-румунски речник", у Темишвару 1935. године. Обим књиге је 198 страница, на којима је протумачено 11.486 српских и 15.504 румунских речи.
Кнез кетфељски Јоаким Михаиловић је 1807. године био претплатник српске књиге.
Међу заслужним и познатим Кетфељчанима, ту су у првом реду млађи послератни културни радници и ствараоци. Историографијом родног места и српских насеља румунског дела Баната се пасионирано бавио економиста Љубомир Степанов (1952—2015), а поезију пише афирмисани песник са објављених више књига, месни парох Благоје Чоботин (1963), који станује у Темишвару.